# Imagination Technologies
Imagination Technologies Group è un'azienda britannica di progettazione di semiconduttori e software, di proprietà della Canyon Bridge Capital Partners un fondo di private equity con sede a Pechino in Cina, di proprietà del governo cinese. La sede centrale si trova nell'Hertfordshire nel Regno Unito.
L'attività principale è la progettazione di processori grafici per dispositivi mobili PowerVR (GPU), router di rete (basati su CPU MIPS) e attraverso la sua divisione Pure Consumer Electronics elettronica di consumo, dispositivi di trasmissioni audio digitale e radio DAB. La società è stata quotata alla Borsa di Londra dal luglio 1994 fino a quando non è stata acquisita nel novembre 2017 dalla Canyon Bridge per 550 milioni di sterline.